# Гртовец
Гртовец је насељено место у саставу општине Будиншћина у Крапинско-загорској жупанији, Хрватска. До територијалне реорганизације у Хрватској налазио се у саставу старе општине Златар-Бистрица.

## Становништво
На попису становништва 2011. године, Гртовец је имао 342 становника.

## Попис1991.
На попису становништва 1991. године, насељено место Гртовец је имало 430 становника, следећег националног састава:
| Попис 1991.‍ | Попис 1991.‍ | Попис 1991.‍ | Попис 1991.‍ | Попис 1991.‍ |
| ----------- | ----------- | ----------- | ----------- | ----------- |
|             |             |             |             |             |
| Хрвати      | Хрвати      |             | 424         | 98,60%      |
| Словенци    | Словенци    |             | 2           | 0,46%       |
| непознато   | непознато   |             | 4           | 0,93%       |
| укупно: 430 |             |             |             |             |